# Boureïa
La Boureïa (en russe : Бурея) est une rivière du sud-est de la Sibérie en Russie d'Asie. Cet affluent de l'Amour en rive gauche, est long de 623 km.

## Géographie
Son bassin d'une superficie de 70 700 km2 se trouve sur les territoires du kraï de Khabarovsk et de l'oblast d'Amour.
Le fleuve nait dans les monts Boureïa. Il est formé par la confluence de la Pravaïa Boureïa et de la Levaïa Boureïa.

## Glissement de terrain de décembre 2018
En décembre 2018, la rivière a été obstruée par un glissement de terrain d'une largeur de 600 à 800 mètres et d'une hauteur de 80 à 160 mètres. Ce barrage naturel a été détruit par l'armée au début du mois de février 2019, grâce à plus de 200 tonnes de TNT.